# Fay King
Fay King, née en mai 1889 à Seattle et morte après février 1954, est une illustratrice de presse et une auteure de comic strips.

## Biographie
Fay Barbara King naît à Seattle en mai 1889, de John et Ella King. Elle grandit à Portland, dans l'Oregon.
En 1912, elle devient dessinatrice de presse au Denver Post. Elle écrit aussi des textes illustrés par des strips, dans lesquels elle exprime ses opinions et présente sa vie. Elle est l'une des premières dessinatrices à avoir une œuvre dessinée autobiographique. Dans ses dessins, elle se représente avec des traits qui font penser à Olive Oyl.
En 1913, son mariage avec le boxeur Oscar Matthew Nelson, dit Battling Nelson, a un écho assez important dans la presse, tout comme leur divorce en 1916. Deux ans plus tard, elle quitte le Denver Post pour le San Francisco Examiner, puis travaille plus tard pour le New York Evening Journal.
En 1925, elle crée le comic strip Girls Will Be Girls. Après 1940 elle ne publie plus rien et la fin de sa vie est mal connue. En 1954, elle paie en partie les funérailles de son ex-mari.
Elle meurt à une date inconnue,.